# Gheorghe Wassilko de Serecki

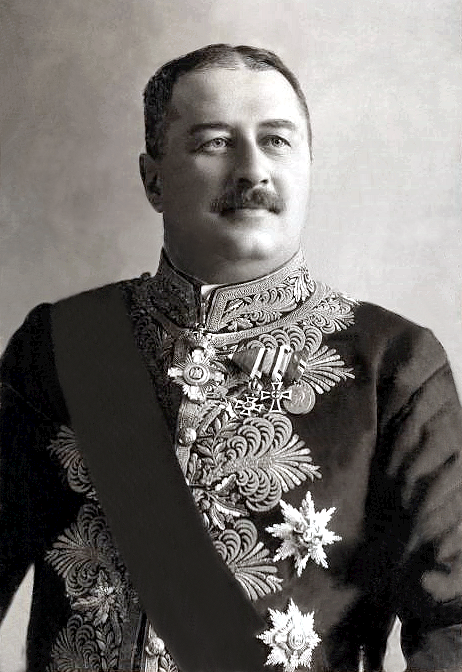
Contele Gheorghe Wassilko de Serecki 1907

Contele Gheorghe (George) Wassilko de Serecki (Graf Georg Wassilko von Serecki), scris de asemenea Vasilco-Serețchi, (n. 17 februarie 1864, Berhomet pe Siret – d. 24 martie 1940, Cernăuți) a fost un politician și patriot român din Imperiului Austro-Ungar, membru ereditar al Camerei Superioare (Herrenhaus) a imperiului, șambelan imperial, consilier secret imperial și căpitan (mareșal) al Ducatului Bucovinei. După Primul Război Mondial a fost deputat în Parlamentul României, în care a deținut funcția de vicepreședinte al senatului.

## Biografie

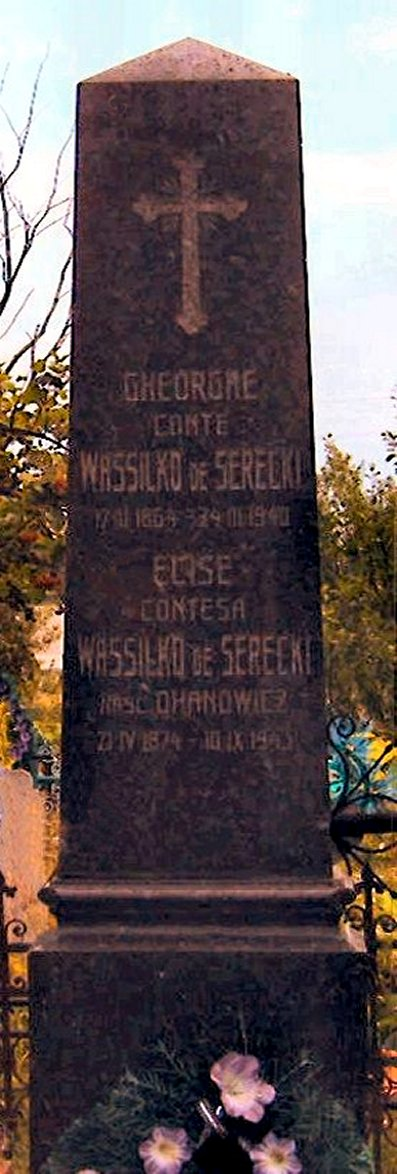
Mormântul contelui Gh. Wassilko la Berhomet

Ducatului Bucovinei. De asemenea a fost deputat în Consiliului Imperial (Reichsrat) și în Dieta Bucovinei. 

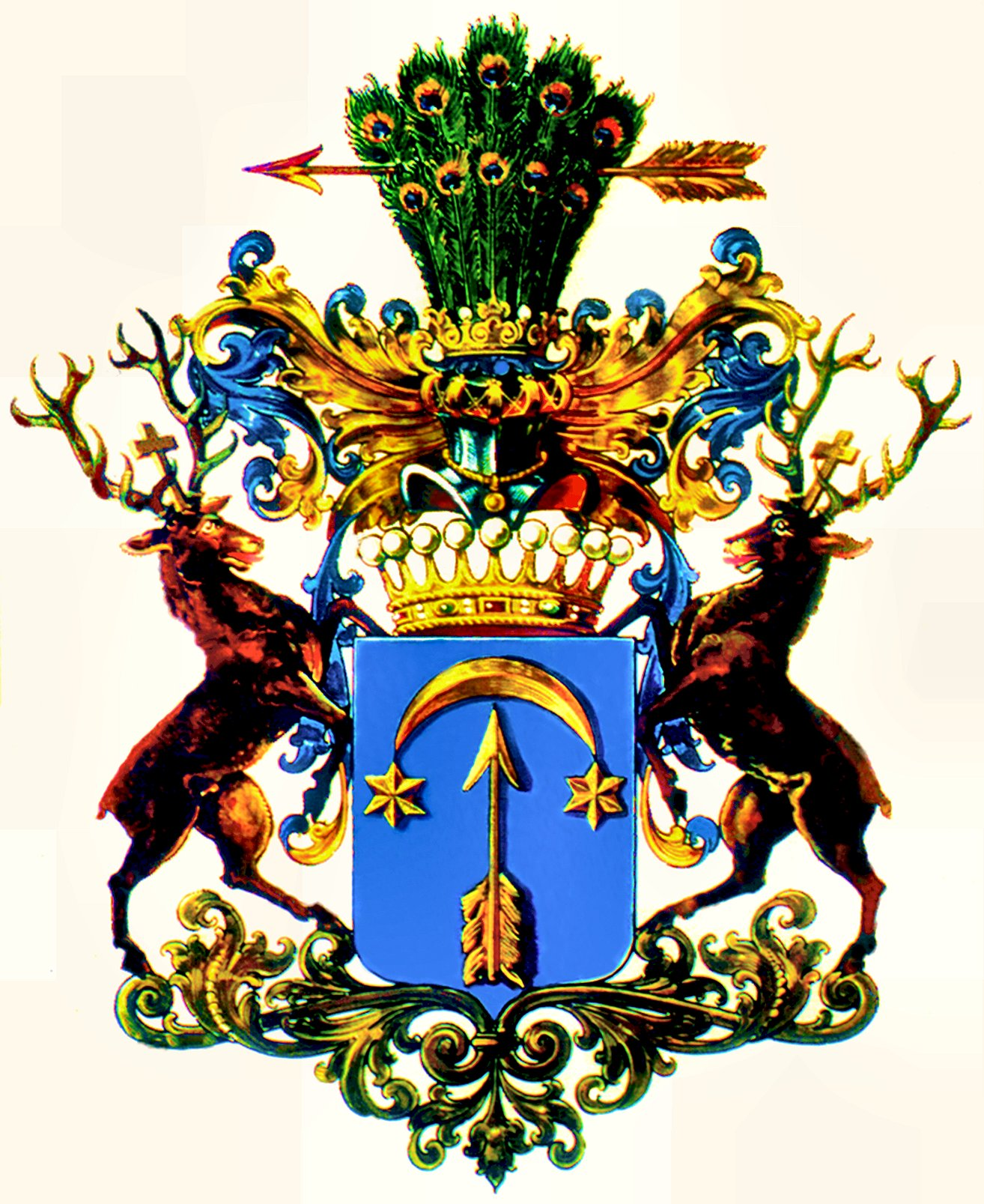
Stema conților Wassilko de Serecki

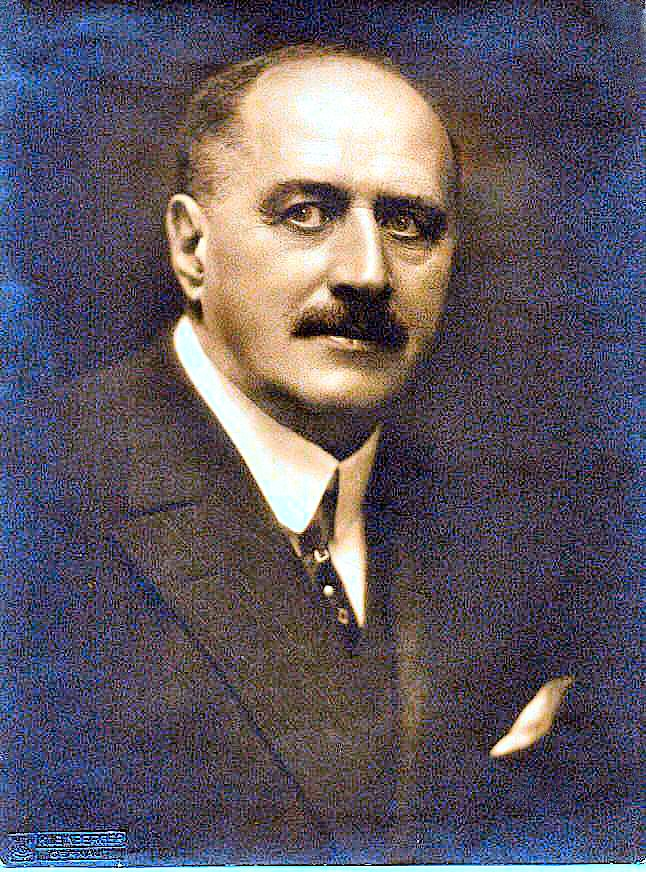
Gheorghe Wassilko de Serecki 1920

Gheorghe Wassilko a crescut la castelul Berhomet, unde primele lecții școlare i-au fost predate de către profesori privați. După absolvirea studiilor secundare parțial la liceul german din Cernăuți (K.k. I. Staatsgymnasium Czernowitz), parțial la Academia Tereziană din Viena, cu diplomă de bacalaureat în 1883, a studiat la Facultatea de Drept și la Facultatea de Ecomomie a Universității din Viena și Cernăuți.
Ca student a fost membru al fraternității studențești „Danubia”, dar a stat și în strânsă legătură cu asociația liberală „România Jună”. Au rămas memorabile balurile românilor din Viena, organizate de Gheorghe Wassilko, care era adesea președintele comitetului. Atunci când Prințul Rudolf al Austriei a participat la unul din aceste baluri, i-a lăudat capacitatea de organizare, într-un mod care nu a trecut neobservat în epocă.
În anul 1885 a început în cadrul noii societăți politice române a intelectualilor tineri sub conducerea lui George Popovici împreuna cu Constantin Isopescul, Florea Lupul, Teodor V. Ștefanelli, Constantin Morariu, nepot de frate al mitropolitului Silvestru Morariu-Andrievici, Iancu Flondor și alții, o luptă împotriva aripii conservatoare a moșierilor mari. Tânărul student s-a alăturat acestor oameni cu entuziasm. După afacerea în jurul președintelui țării Anton Graf Pace von Friedenberg 1892 în cele din urmă "tinerii" au fost de acord cu conservatorii și au fondat clubul politic, Concordia. În anul 1898  Gheorghe a fost co-fondator al ziarul "Gazeta Bucovinei", purtător de cuvânt politic al partidului.
Baronul a devenit deputat al Dietei Bucovinei și ales la 8 martie 1895 în Consiliului imperial (Reichsrat), ca succesor al baronului Victor de Stârcea (până în 1904). În acest timp, el s-a alăturat clubului lui Hohenwart. Apoi a fondat la Viena, alături de George Popovici, baronul Alexandru de Hurmuzachi și alți parlamentari români Clubul Parlamentar Român în cadrul Consiliului Imperial, în care a fost vice-președinte. 
Guvernul de la Viena a avut nevoie de voturile lor pentru a dobândi majoritatea necesară adoptării diverselor propuneri legislative. Astfel au obținut unele beneficii, de exemplu crearea unui număr de clase paralele românești la Gimnaziul german din Cernăuți și altele. De asemenea Wassilko a luptat cu tărie împotriva persecuției românilor din Transilvania.
La 10 iunie 1904 a fost numit membru permanent, mai târziu (1907) membru ereditar al Camerei Superioare a Imperiului Austriac și la 14 septembrie 1904 împăratul Franz Joseph al Austriei l-a desemnat căpitan (mareșal) al Ducatului Bucocvinei, un post pe care l-a deținut până în iulie 1911. Contele a fost decorat între altele cu Ordinul Imperial Leopold de cavaler, apoi cu Marea cruce al Ordinului Franz Joseph de către împăratul Franz Joseph al Austriei și cu Marea cruce al Ordinului "Steaua României" prin regele Carol I al României.
Gheorghe nu a mai vrut să exercite funcția de mareșal al țării, și, prin urmare, a decis să nu mai candideze pentru un loc în Dieta Bucovinei. Ziarul  „Bukowinaer Post” a scris: „Pentru regretul general al țării, Excelența Sa, Baronul Gheorghe Wassilko, a refuzat categoric realegerea în legislativul de stat. Prin urmare, o nouă personalitate va avea să ocupe de asemenea și rangul unui mareșal al țârii. De acea,  în ziua de 27 mai 1911, Alexandru baron de Hurmuzachi a fost numit de către împărat ’Landeshauptmann’ al Ducatului Bucovinei.”
După unirea Bucovinei cu România, Wassilko a fost ales cu mare majoritate în 1919 și 1922, deputat în Parlamentul Român, în care a deținut funcția de vicepreședinte al senatului. 
Gheorghe a fost atât înainte, cât și după război, un mare sprijinitor a societății culturale Junimea, al carei președinte de onoare a și fost.
După ce Gheorghe Wassilko și frații săi Ștefan, Alexandru și Victor au fost deja onorați la 19 decembrie 1905 cu titlul de cămărari imperiali, au mai fost ridicați la rangul de conți prin rezoluția prea înaltă al împăratului Carol I al Austriei, la 29 august 1918, în Eckartsau (diploma din 19 octombrie la Viena), datorită loialității lor față de stat și sacrificiile lor personale. Familia Wassilko de Serecki a fost singura familie de proveniență română, care a purtat acest tilu.

## Familia
Gheorghe a fost nepotul baronului Iordache și primul fiu al baronului Alexandru Wassilko de Serecki, mareșal al Ducatului Bucovinei, membru pe viață al Camerei Superioare de la Viena) și a Ecaterinei de Flondor.
Pe data de 5 octombrie 1890 s-a căsătorit la Castelul Mendic cu Elise de Ohanowicz (n. 20 aprilie 1874, Castelul Mendyk, - d. 10 octombrie 1943, Cernăuți), cu care a avut doi fii. Constantin (n. 9 august 1891, Castelul Berhomet; - d. 25 decembrie 1932, Cernăuți) a avut pe nevastă (4 noiembrie 1920, Berhomet) principesa Tatiana de Sayn-Wittgenstein (n. 11 ianuarie 1894, Țarskoe Selo - d.  20 februarie 1974, Frankfurt pe Main). Alexandru (n. 17 noiembrie 1893, Castelul Berhomet, - d. 27 mai 1972, Dumbrăveni) a avut două soții, pe Anisia de Costin (n. 21 octombrie 1897, Viena - d. 15 octombrie 1965, București), căsătorit la 24 octombrie 1920 și pe baronesa Margit (Maria) (n. 29 decembrie 1903, Viena, d. 27 aprilie 1971, Dumbrăveni), fiica generalului austriac de divizie Eduard von Vetsey, căsătorit la 15 octombrie 1932, Cernăuți. Fiind capul unei familii de origine nesănătoasă, Alexandru a fost condamnat în 1949 de regimul comunist la cinci ani de muncă silnică la Canalul de la Dunăre la Sulina, ulterior la domiciliu forțat în Dumbrăveni.

## Galerie de imagini

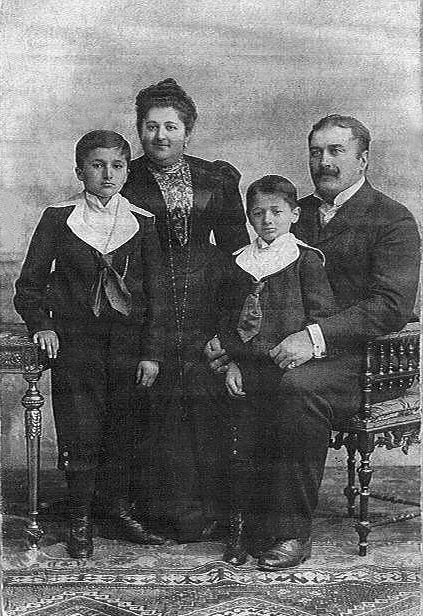
Constantin, Eliza, Xandi, Gheorghe Wassilko de Serecki 1902
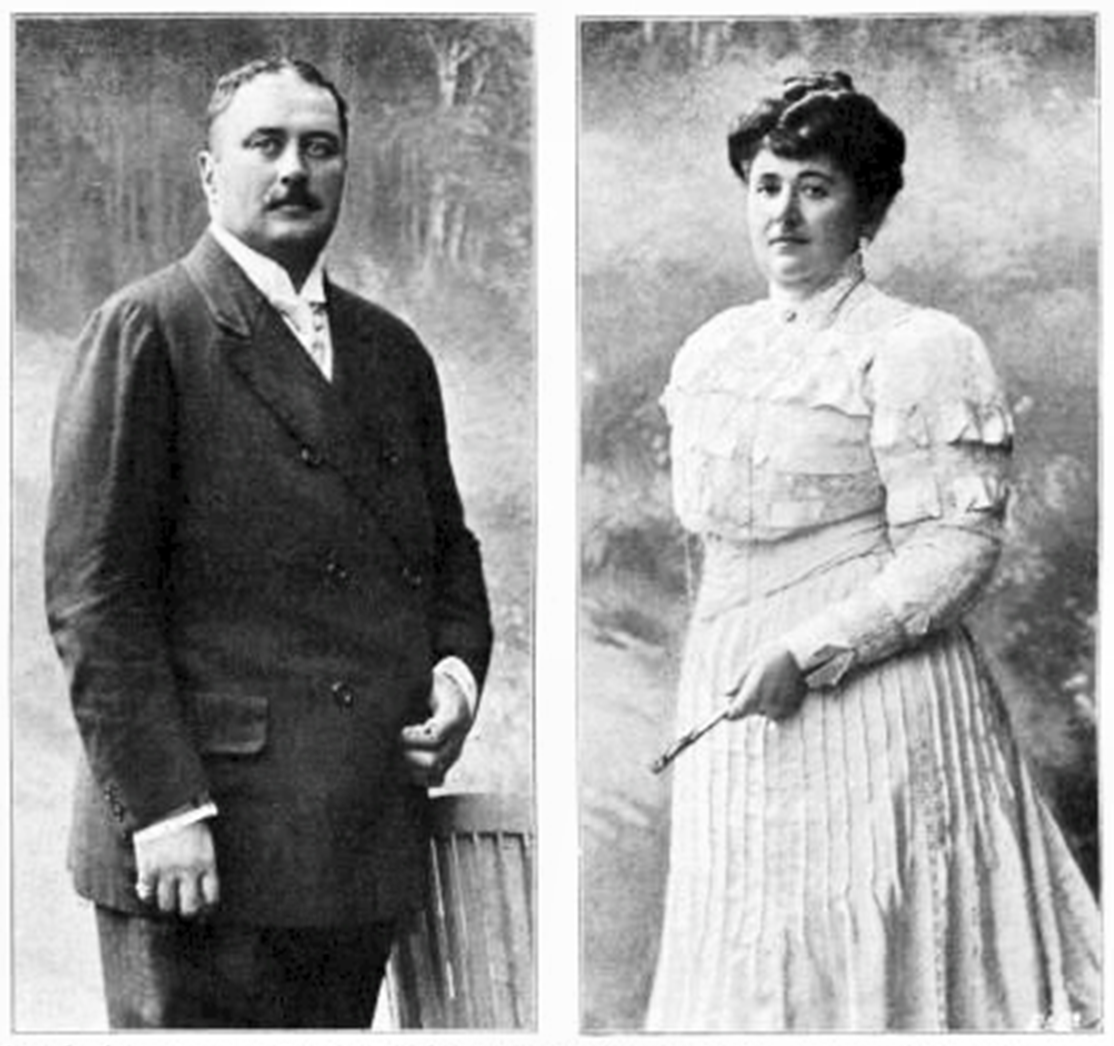
Gheorghe și Eliza Wassilko de Serecki 1907
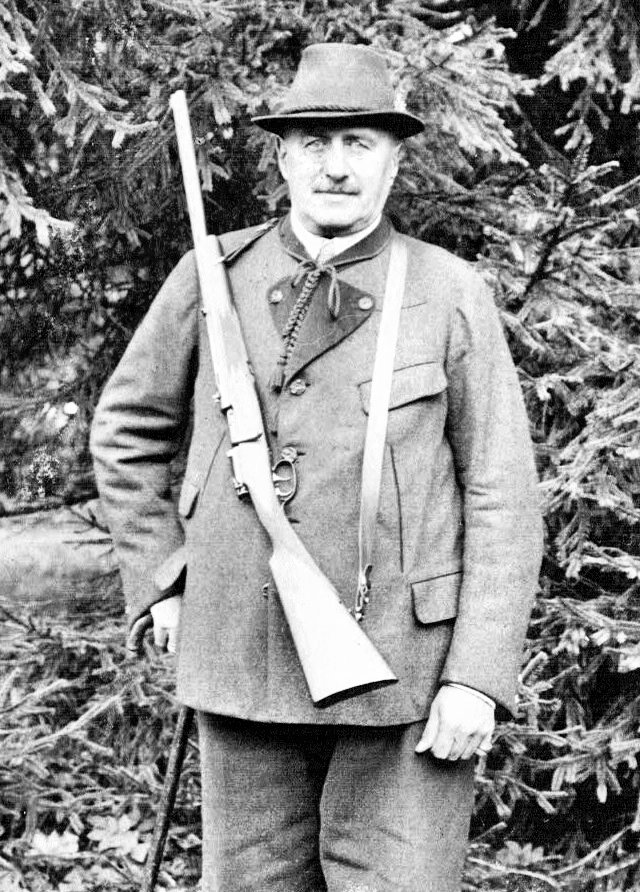
Gheorghe Wassilko de Serecki la vânătoare, 1936
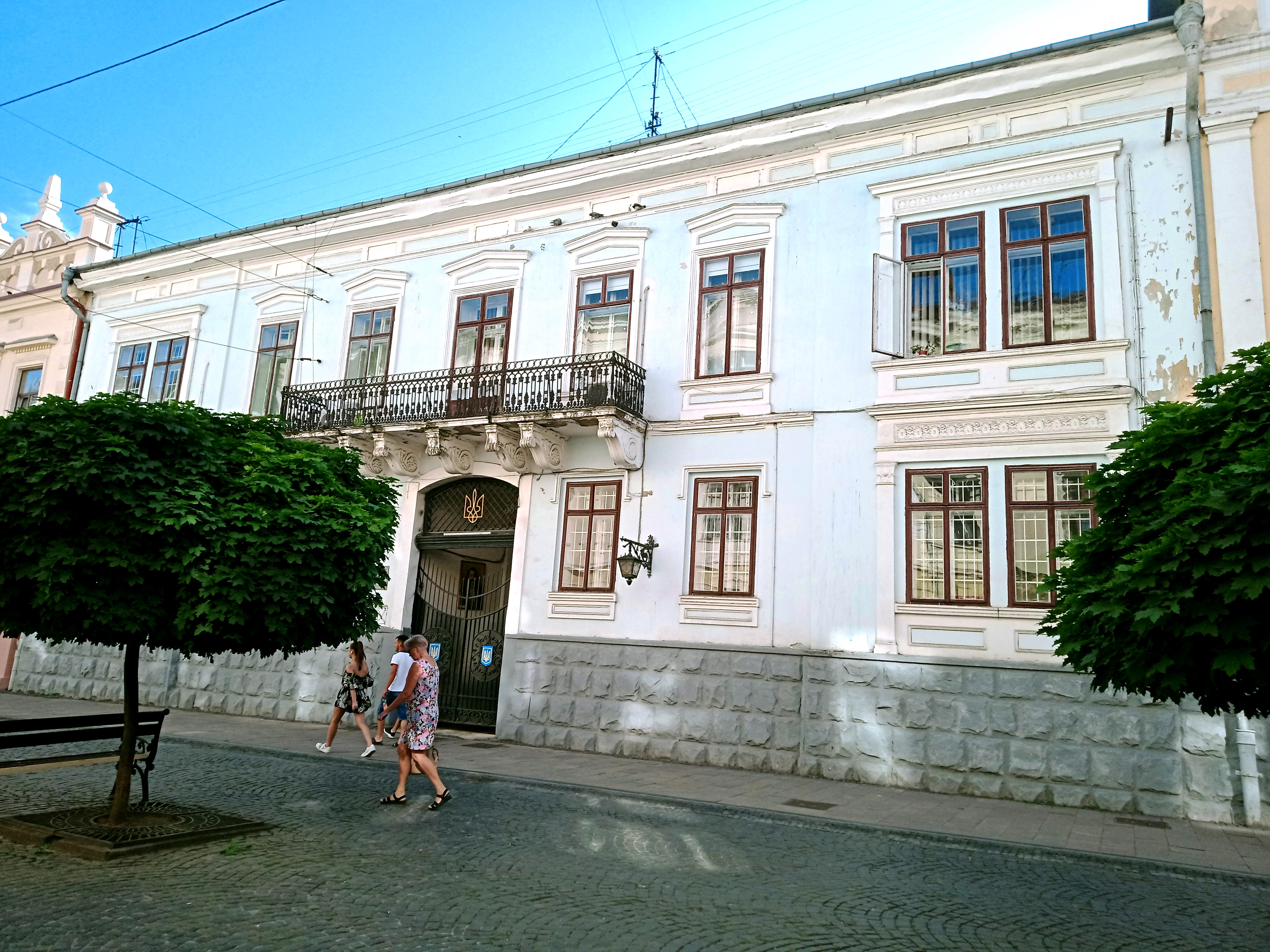
Palatul Wassilko de Serecki din Cernăuți, unde a locuit Gheorghe
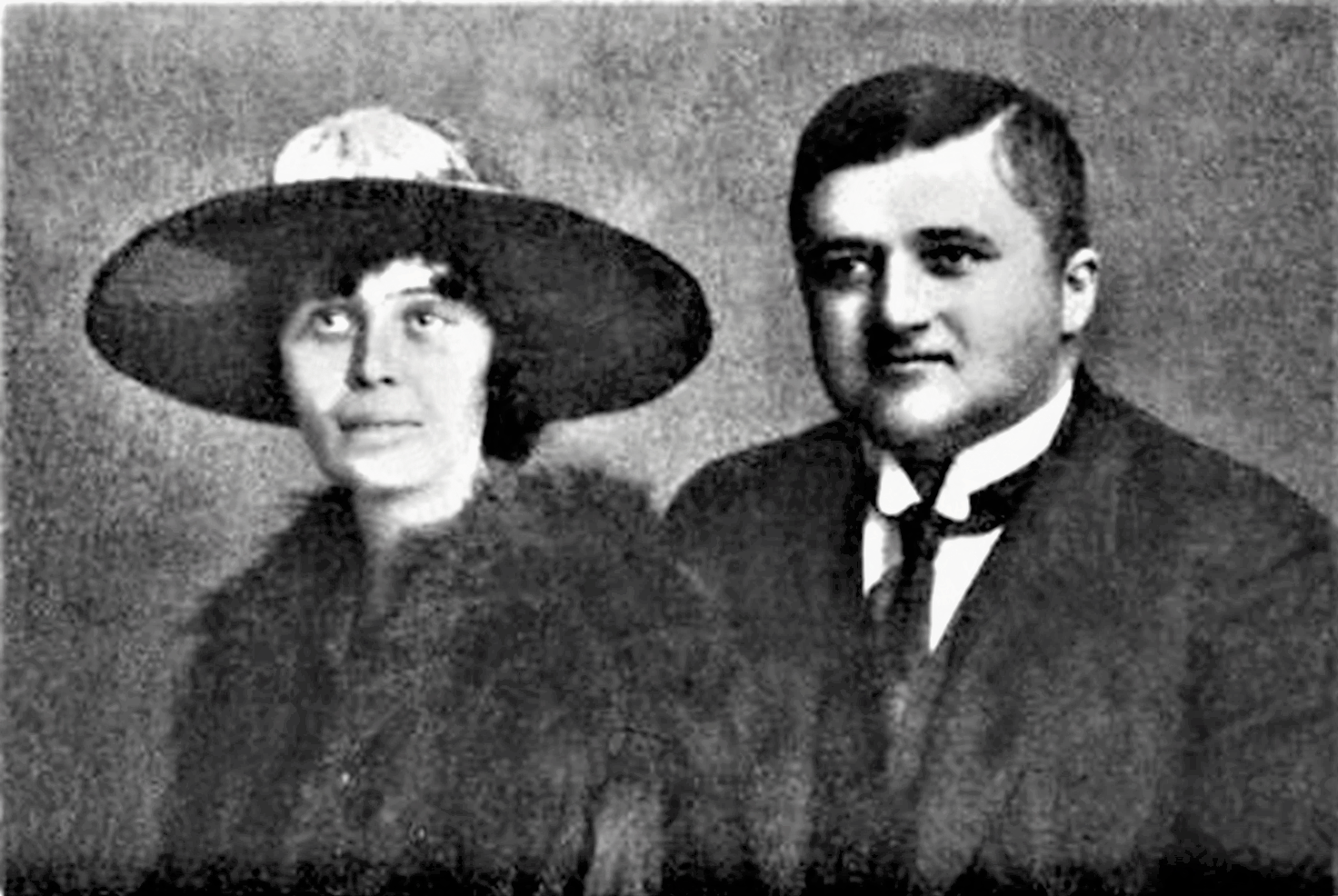
Constantin și Tatiana, 1920
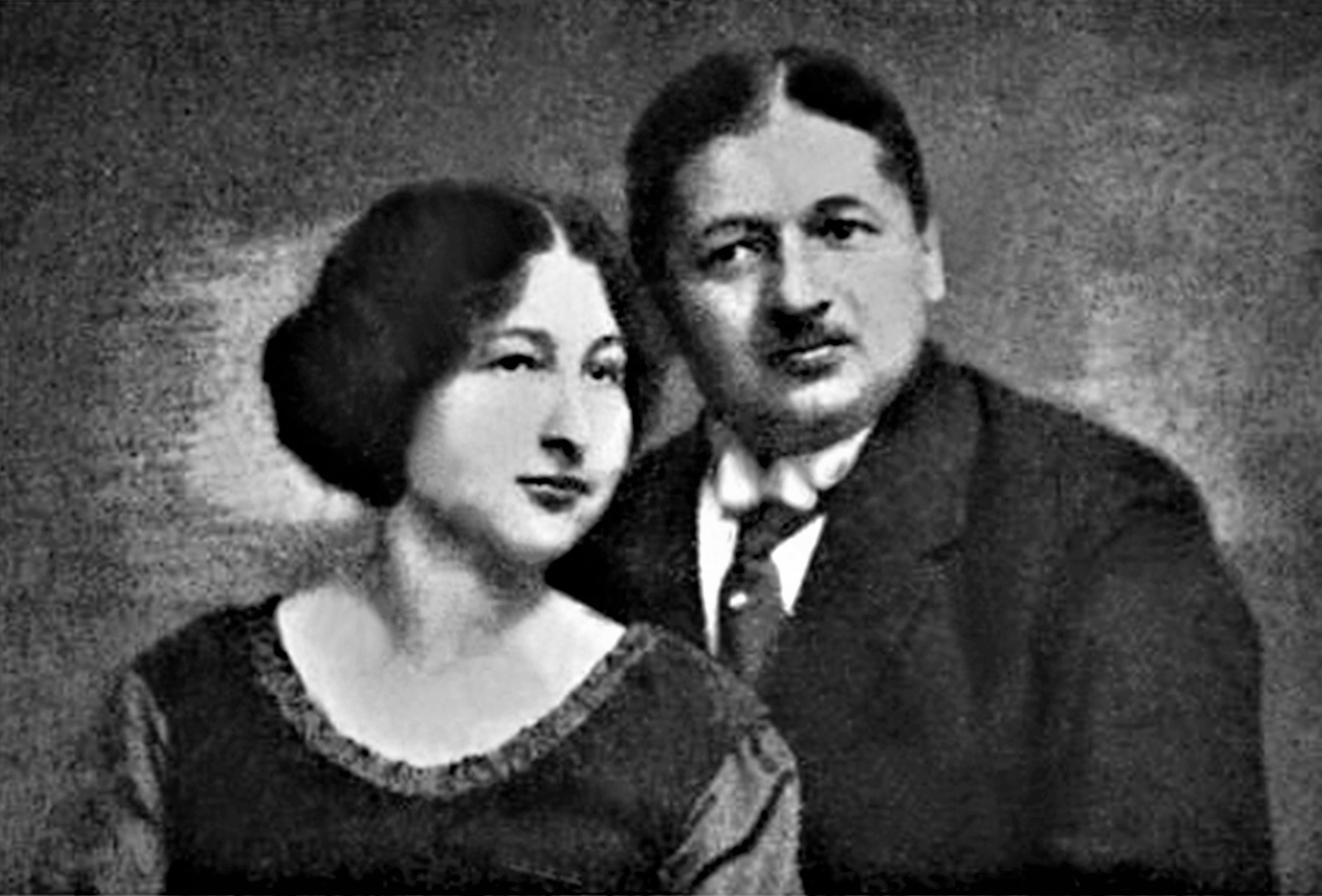
Alexandru și Anisia, 1920
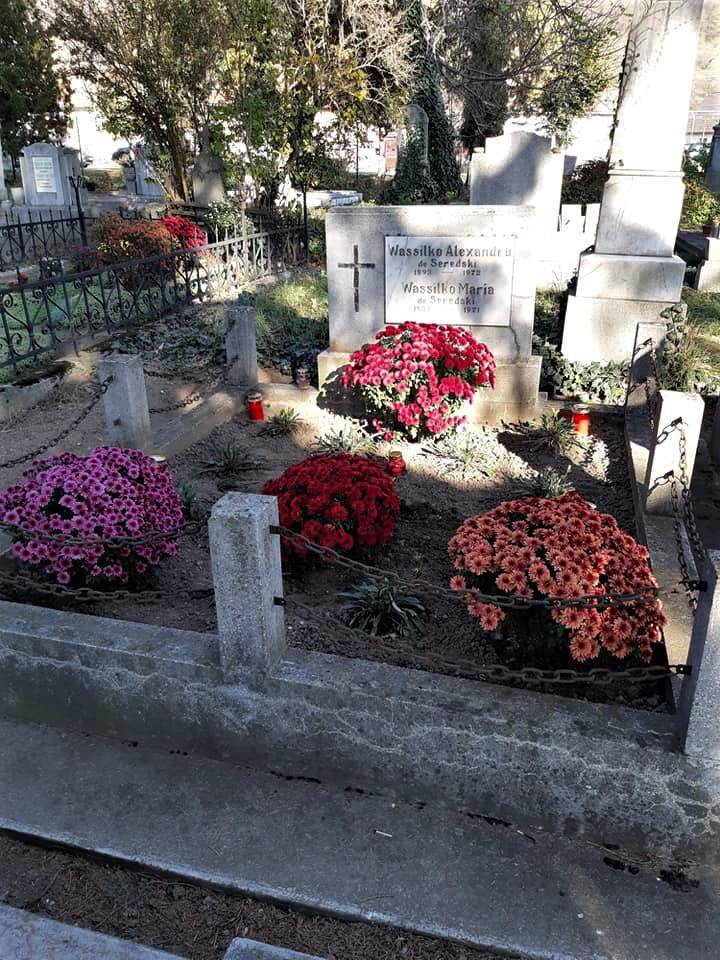
Mormântul lui Alexandru și a Mariei în Dumbrăveni